# Sergio Pérez
Sergio Michel Pérez Mendoza (IPA: [ˈseɾxjo ˈpeɾes], kiejtéseⓘ; Guadalajara, 1990. január 26. –) mexikói autóversenyző, a 2007-es brit Formula–3-as bajnokság national class értékelésének győztese, valamint a 2010-es GP2-es szezon ezüstérmese. 2011-től 2012-ig a Sauber Motorsport versenyzője volt a Formula–1-es világbajnokságon. 2013-ban a McLarennél folytatta pályafutását, 2014-től 2018-ig a Force India pilótája volt. 2019-től 2020-ig a Racing Point F1 Team pilótája. 2021-től 2024-ig Max Verstappen csapattársa volt a Red Bullnál. A Formula–1 történetének legsikeresebb mexikói versenyzője.

## Pályafutása
2005-ben és 2006-ban a német Formula–BMW ADAC sorozat futamain vett részt. 2005-ben tizenötödikként, majd 2006-ban már hatodikként végzett a pontversenyben. Ő képviselte hazáját a 2006–2007-es A1 Grand Prix szezon kínai versenyén. Az első futamon tizenötödik lett, majd a másodikon már a második körben kiesett.

### Formula–3
2007-ben és 2008-ban a brit Formula–3-as bajnokságban szerepelt. Első évében a National Class nevezetű kategóriában volt érdekelt. Ezt az értékelést nagy fölénnyel nyerte meg. A huszonkét futamból tizennégyen lett első, és további öt alkalommal ért célba másodikként. 2008-ban már a sorozat főértékelésében volt jelen. Pérez négy futamgyőzelmet is szerzett a szezon során, és csak az utolsó futamokon vesztette el esélyét a bajnoki címre. Jaime Alguersuari, Oliver Turvey és Brendon Hartley mögött végül negyedikként zárta a pontversenyt.

### GP2
2008 óta vett részt a GP2, valamint a GP2 Asia sorozat futamain. A 2008–2009-es ázsiai bajnokságban két futamgyőzelmet is szerzett. 2009-ben teljes szezont futott a GP2-es szériában is, itt azonban csak két dobogós, és további négy pontot érő helyezést jegyzett. 2010-ben leginkább erre a sorozatra koncentrált.

### Formula–1
2010. október 4-én jelentették be, hogy ő lesz a Formula–1-es Sauber-istálló egyik versenyzője a 2011-es szezonban. Vele együtt érkezik a csapathoz a mexikói Telcel cégcsoport is. A cég már évek óta szponzorálja Pérezt, támogatása nagy előnyt jelenthetett számára a Formula–1-be való bekerüléshez.
Bemutatkozó versenyén, az ausztrál nagydíjon egy kerékcserével a hetedik helyen futott be csapattársát, Kobajasi Kamuit megelőzve, de technikai szabálytalanság miatt utólag mindkettőjüket kizárták.
A 2012-es maláj nagydíjon pályafutása eddigi legjobb teljesítményét hozta. Az esős futamon a rajt után átmeneti gumikról azonnal extrém esőgumikra váltott, majd az egyre hevesebben szakadó eső miatt a futamot leállították, Pérez ekkor már a harmadik helyen állt. A futamot egy órával később újraindították. A száradó pályán mindenki átmeneti gumikra váltott. A kiállások után már a második helyen találta magát közvetlenül Fernando Alonso mögött. Alonso a verseny első felében el tudott húzni, azonban a száradó pályán később Pérez sorra futotta meg a verseny leggyorsabb köreit, és néhány kör alatt Alonso hátránya semmivé foszlott. Azonban Alonso egy körrel korábban állt ki a boxba, és az ekkor már gyakorlatilag száraz pályán az egy kör alatt 7 másodpercet vert Pérezre. Azonban a száraz pályán is folytatódott Pérez dominanciája. Mindössze néhány kör alatt beérte Alonsót, azonban az egyik előzési kísérlet közben túlságosan lement az ideális ívről és a még vizes részen megcsúszott, ezzel 5 másodpercet vesztett ami ekkor már behozhatatlan volt. Az utolsó körökben még további 3 másodpercet faragott le hátrányából, de Alonsóval már nem tudott mit kezdeni. Mindössze 2 másodperccel lemaradva a győzelemről a második helyen ért célba.
Ez a verseny után már jöttek a dobogók, de a győzelemre még kellett várni. Emlékezetes maradt még számára az olasz nagydíj, ahol a verseny utolsó harmadában  mindkét Ferrarit, Massát és Alonsót is megelőzte, majd Hamilton mögött második lett. Egy évtized alatt versenyzett még a McLaren, a Force India, és a Racing Point csapatánál is. A Force India és a Racing Point csapatánál érezte igazán jól magát itt már szállított bőven harmadik helyeket is a 2020- as török nagydíj időmérőjén pedig nagyon közel volt ő is a pole-os időhöz, de végül csapattársa Lance Stroll kaparintotta meg az első rajtkockát, többször csatázott már akkor is a Red Bullokkal, vagy a Mercédeszekkel.
A kaotikus 2020-as szahír nagydíjon a rajt után az utolsó helyre esett vissza, de a Mercedes rossz box-taktikájának és a beküldött biztonsági autó, valamit Pérez és a Racing Point tökéletes taktikájával az élre állt, a verseny leintéséig meg is tartotta vezető helyét, így addigi pályafutása 192 versenye után sikerült megszereznie élete első F1 győzelmét.
2021-ben leigazolta a Red Bull, és Pérez igyekezett meghálálni a bizalmat, ami többé-kevésbé sikerült, hiszen megtartotta állását 2022-re. A versenyeken nem mindig tudta kihozni magából a maximumot, de ennek ellenére megnyerte a azeri nagydíjat. A szezon második felében kezdett magára találni, három dobogós helyezést ért el, és csak háromszor nem szerzett pontot. De amiről igazán emlékezetes marad, hogy védekezett Hamiltonnal szemben és mindig csak jó végkimenetele lett a csatájuknak akkor is ha megelőzte őt a hétszeres világbajnok. Az első ilyen az azeri nagydíjon történt, ahol Verstappen hátvédjeként kellett a Mercedes első számú pilótájával csatáznia, majd miután csapattársa defektet kapott, neki kellett megnyernie a futamot, és ezúttal a Red Bullnak nem kellett csalódnia a mexikóiban. Ezután az esős török nagydíjon láthattunk erre példát, ahol Pérez addig tartotta magát, amíg hosszas vita után Hamilton kiállt kereket cserélni. Ezen a nagydíjon a mexikói a harmadik helyen ért célba. A brazil nagydíjon Hamilton volt előnyben, mert maximális motorerőre volt az autója beállítva, ezért néhány kör alatt átgázolt a Red Bull másodszámú pilótáján, és a versenyt is megnyerte. A szezonzáró abu-dzabi nagydíjon pedig rengeteget segített csapattársának, a vb-cím megszerzésében. Sikeresen feltartotta Hamiltont, amíg csapattársa utol nem érte, ekkor elengedte. Nagy valószínűséggel ez a momentum miatt tarthatta meg ülését. A futam végén Pérez a negyedik helyet tartotta, amikor technikai probléma miatt kiállni kényszerült. A 2021-es világbajnokság pontversenyét a negyedik helyen zárta előtte Bottas, mögötte pedig Sainz végzett.
2022-ben a Red Bull autója a szezon elején inkább az ő vezetési stílusának kedvezett, ellenben friss világbajnok csapattársával szemben, akinek kellett néhány futam, hogy belejöjjön. Ráadásul az ausztrál nagydíj után csapattársa Verstappen előtt volt a pontversenyben, amit Red Bull-os karrierje során először mondhatott el. Péreznek ebben a szezonban is volt hátvédszerepe, először azon az emilia-romagnai nagydíjon,ahonnan hosszú évek után a Red Bull kettős győzelemmel és maximális ponttal tért haza és ott, ahol körökig tartó csatában az éllovas Leclercet hibára kényszerítette, a monacói neki is ment a falnak, de tovább tudott menni, majd egy elsőszárny-cserével a hatodik helyet tudta megszerezni. Azonban kisebb motorhiba is elérte a mexikóit: az első miami nagydíjon akár újból ünnepelhettek volna kettős győzelmet, de míg a csapattársa tökéletes nagydíjat futva nyert, addig Péreznek meg kellett elégednie a negyedik hellyel.
A spanyol nagydíjon viszont csapattársa küszködött a DRS-el, ráadásul a futam első harmadában kicsúszott. A mexikói eközben George Russell Mercedesét támadta, akit később meg is előzött. Ezt követően az élen haladt, amikor a csapat azt kérte, hogy engedje el Verstappent. El is engedte és a Red Bull ismét kettős győzelmet ünnepelhetett. A soron következő monacói nagydíj időmérőjén, a Q3-ban hibázott az alagút előtt, így csapattársa nem tudta befejezni a gyors körét, amivel esélyes volt az első sorra. A versenyen a Ferrari rossz taktikájának köszönhetően az élre állt majd meg is nyerte pályafutása 3. győzelmét. A verseny után bejelentette a Red Bull, hogy 2024-ig szerződést hosszabbított Pérezzel. Az azeri nagydíjon akár a pole-pozíciót is megszerezhette volna, a Q3 vége után pedig kisebb motorhibát említett, ami a versenyen nem hátráltatta, hiszen második lett. Csapata újabb kettős győzelemmel mehetett tovább. Pérez már az előző, monacói nagydíjon ott volt a vb-éllovasai között, de az azeri nagydíjon átvette a második helyet a versenyeken szenvedő Leclerctől a világbajnoki pontversenyben.
2023-ban a Red Bull megtervezte eddigi legdominánsabb autójukat, az RB19-et. Pérez számára is nagyszerűen kezdődött a szezon, két második hellyel és két brilliáns győzelemmel az azeri és szaúd-arábiai nagydíjon. Szorosan csapattársa, Max Verstappen mögött volt a világbajnoki címért. Ám míg Max összesen 19 győzelemmel, toronymagasan bebiztosította harmadik bajnoki címét, Pérez formája megingott a szezon végére. Az autó nem kedvezett vezetési stílusának, kritikáit a csapat nem hallgatta meg. Számára negatív kicsengésű lett a 2023-as szezon, még a világbajnoki ezüstérem ellenére is.
2024-re Pérez vissza akarta szerezni jóhírét, ám a Red Bull RB20-as autója messze nem volt elődje szintjén. Verstappen szerencsétlen helyzetükből éppen megszerezte negyedik vb-címét, de Sergio Pérez csupán a 8. helyen végzett az egyéni tabellán, miután a szezon során kiábrándítóan teljesített, még a szezon közepén kötött szerződéshosszabbítás sem segített rajta. December 18-án be is jelentették Pérez távozását a Red Bulltól, mint versenyző. Ülését a 2025-ös szezonra Liam Lawson veheti át.

## Eredményei

### Teljes GP2-es eredménylistája
(Táblázat értelmezése)

(Félkövér: pole-pozícióból indult; dőlt: leggyorsabb kört futott) 

| Év   | Csapat              | 1          | 2          | 3          | 4         | 5           | 6          | 7          | 8          | 9         | 10         | 11         | 12         | 13        | 14         | 15         | 16        | 17         | 18         | 19         | 20         | Helyezés | Pont |
| ---- | ------------------- | ---------- | ---------- | ---------- | --------- | ----------- | ---------- | ---------- | ---------- | --------- | ---------- | ---------- | ---------- | --------- | ---------- | ---------- | --------- | ---------- | ---------- | ---------- | ---------- | -------- | ---- |
| 2009 | Arden International | ESP FEA 14 | ESP SPR 17 | MON FEA 12 | MON SPR 9 | TUR FEA Ki  | TUR SPR 16 | GBR FEA 4  | GBR SPR 6  | GER FEA 8 | GER SPR 20 | HUN FEA Ki | HUN SPR 16 | EUR FEA 3 | EUR SPR 2  | BEL FEA Ki | BEL SPR 4 | ITA FEA Ki | ITA SPR Ki | POR FEA Ki | POR SPR 11 | 12.      | 22   |
| 2010 | Barwa Addax Team    | ESP FEA 4  | ESP SPR Ki | MON FEA 1  | MON SPR 6 | TUR FEA Kiz | TUR SPR 7  | EUR FEA 11 | EUR SPR 16 | GBR FEA 5 | GBR SPR 1  | GER FEA 2  | GER SPR 1  | HUN FEA 3 | HUN SPR Ki | BEL FEA 7  | BEL SPR 1 | ITA FEA Ki | ITA SPR 13 | UAE FEA 1  | UAE SPR Ki | 2.       | 71   |

Teljes GP2 Asia Series eredménylistája 
(Táblázat értelmezése)

(Félkövér: pole-pozícióból indult; dőlt: leggyorsabb kört futott) 

| Év      | Csapat            | 1          | 2         | 3           | 4          | 5          | 6           | 7         | 8         | 9          | 10        | 11          | 12         | Helyezés | Pont |
| ------- | ----------------- | ---------- | --------- | ----------- | ---------- | ---------- | ----------- | --------- | --------- | ---------- | --------- | ----------- | ---------- | -------- | ---- |
| 2008–09 | Campos Grand Prix | CHN FEA Ki | CHN SPR 7 | UAE FEA 6   | UAE SPR T  | BHR1 FEA 8 | BHR1 SPR 1  | QAT FEA 2 | QAT SPR 1 | MAL FEA Ki | MAL SPR 6 | BHR2 FEA 12 | BHR2 SPR 9 | 7.       | 26   |
| 2009–10 | Barwa Addax Team  | UAE1 FEA   | UAE1 SPR  | UAE2 FEA 12 | UAE2 SPR 4 | BHR1 FEA 7 | BHR1 SPR 17 | BHR2 FEA  | BHR2 SPR  |            |           |             |            | 15.      | 5    |

### Teljes Formula–1-es eredménysorozata
(Táblázat értelmezése)

(Félkövér: pole-pozícióból indult; dőlt: leggyorsabb kört futott) 

| Év   | Csapat       | 1       | 2      | 3      | 4      | 5      | 6       | 7       | 8       | 9       | 10     | 11     | 12      | 13     | 14     | 15      | 16     | 17      | 18     | 19     | 20     | 21     | 22      | 23     | 24     | Helyezés | Pont |
| ---- | ------------ | ------- | ------ | ------ | ------ | ------ | ------- | ------- | ------- | ------- | ------ | ------ | ------- | ------ | ------ | ------- | ------ | ------- | ------ | ------ | ------ | ------ | ------- | ------ | ------ | -------- | ---- |
| 2011 | Sauber       | AUS Kiz | MAL Ki | CHN 17 | TUR 14 | ESP 9  | MON Ni  | CAN Vi  | EUR 11  | GBR 7   | GER 11 | HUN 15 | BEL Ki  | ITA Ki | SIN 10 | JPN 8   | KOR 16 | IND 10  | UAE 11 | BRA 13 |        |        |         |        |        | 16.      | 14   |
| 2012 | Sauber       | AUS 8   | MAL 2  | CHN 11 | BHR 11 | ESP Ki | MON 11  | CAN 3   | EUR 9   | GBR Ki  | GER 6  | HUN 14 | BEL Ki  | ITA 2  | SIN 10 | JPN Ki  | KOR 11 | IND Ki  | UAE 15 | USA 11 | BRA Ki |        |         |        |        | 10.      | 66   |
| 2013 | McLaren      | AUS 11  | MAL 9  | CHN 11 | BHR 6  | ESP 9  | MON 16† | CAN 11  | GBR 20† | GER 8   | HUN 9  | BEL 11 | ITA 12  | SIN 8  | KOR 10 | JPN 15  | IND 5  | UAE 9   | USA 7  | BRA 6  |        |        |         |        |        | 11.      | 49   |
| 2014 | Force India  | AUS 10  | MAL Ni | BHR 3  | CHN 9  | ESP 9  | MON Ki  | CAN 11† | AUT 6   | GBR 11  | GER 10 | HUN Ki | BEL 8   | ITA 7  | SIN 7  | JPN 10  | RUS 10 | USA Ki  | BRA 15 | UAE 7  |        |        |         |        |        | 10.      | 59   |
| 2015 | Force India  | AUS 10  | MAL 13 | CHN 11 | BHR 8  | ESP 13 | MON 7   | CAN 11  | AUT 9   | GBR 9   | HUN Ki | BEL 5  | ITA 6   | SIN 7  | JPN 12 | RUS 3   | USA 5  | MEX 8   | BRA 12 | UAE 5  |        |        |         |        |        | 9.       | 78   |
| 2016 | Force India  | AUS 13  | BHR 16 | CHN 11 | RUS 9  | ESP 7  | MON 3   | CAN 10  | EUR 3   | AUT 17† | GBR 6  | HUN 11 | GER 10  | BEL 5  | ITA 8  | SIN 8   | MAL 6  | JPN 7   | USA 8  | MEX 10 | BRA 4  | UAE 8  |         |        |        | 7.       | 101  |
| 2017 | Force India  | AUS 7   | CHN 9  | BHR 7  | RUS 6  | ESP 4  | MON 13  | CAN 5   | AZE Ki  | AUT 7   | GBR 9  | HUN 8  | BEL 17† | ITA 9  | SIN 5  | MAL 6   | JPN 7  | USA 8   | MEX 7  | BRA 9  | UAE 7  |        |         |        |        | 7.       | 100  |
| 2018 | Force India  | AUS 11  | BHR 16 | CHN 12 | AZE 3  | ESP 9  | MON 12  | CAN 14  | FRA Ki  | AUT 7   | GBR 10 | GER 7  | HUN 14  | BEL 5  | ITA 7  | SIN 16  | RUS 10 | JPN 7   | USA 8  | MEX Ki | BRA 10 | UAE 8  |         |        |        | 8.       | 62   |
| 2019 | Racing Point | AUS 13  | BHR 10 | CHN 8  | AZE 6  | ESP 15 | MON 12  | CAN 12  | FRA 12  | AUT 11  | GBR 17 | GER Ki | HUN 11  | BEL 6  | ITA 7  | SIN Ki  | RUS 7  | JPN 8   | MEX 7  | USA 10 | BRA 9  | UAE 7  |         |        |        | 10.      | 52   |
| 2020 | Racing Point | AUT 6   | STY 6  | HUN 7  | GBR Vi | 70     | ESP 5   | BEL 10  | ITA 10  | TOS 5   | RUS 4  | EIF 4  | POR 7   | EMI 6  | TUR 2  | BHR 18† | SAK 1  | UAE Ki  |        |        |        |        |         |        |        | 4.       | 125  |
| 2021 | Red Bull     | BHR 5   | EMI 11 | POR 4  | ESP 5  | MON 4  | AZE 1   | FRA 3   | STY 4   | AUT 6   | GBR 16 | HUN Ki | BEL 19  | NED 8  | ITA 5  | RUS 9   | TUR 3  | USA 3   | MEX 3  | BRA 4  | QAT 4  | SAU Ki | UAE 15† |        |        | 4.       | 190  |
| 2022 | Red Bull     | BHR 18† | SAU 4  | AUS 2  | EMI 2  | MIA 4  | ESP 2   | MON 1   | AZE 2   | CAN Ki  | GBR 2  | AUT Ki | FRA 4   | HUN 5  | BEL 2  | NED 5   | ITA 6  | SIN 1   | JPN 2  | USA 4  | MEX 3  | BRA 7  | UAE 3   |        |        | 3.       | 305  |
| 2023 | Red Bull     | BHR 2   | SAU 1  | AUS 5  | AZE 1  | MIA 2  | MON 16  | ESP 4   | CAN 6   | AUT 3   | GBR 6  | HUN 3  | BEL 2   | NED 4  | ITA 2  | SIN 8   | JPN Ki | QAT 10  | USA 4  | MEX Ki | BRA 4  | LVS 3  | UAE 4   |        |        | 2.       | 285  |
| 2024 | Red Bull     | BHR 2   | SAU 2  | AUS 5  | JPN 2  | CHN 3  | MIA 5   | EMI 8   | MON Ki  | CAN Ki  | ESP 8  | AUT 7  | GBR 17  | HUN 7  | BEL 7  | NED 6   | ITA 8  | AZE 17† | SIN 10 | USA 7  | MEX 17 | BRA 11 | LVS 10  | QAT Ki | UAE Ki | 8.       | 152  |

* A szezon jelenleg is zajlik.
† A versenyt nem fejezte be, de helyezését értékelték, mert a versenytáv több, mint 90%-át teljesítette.
Megjegyzés: 2014-ben a szezonzáró nagydíjon dupla pontokat osztottak.